# La valanga della paura
La valanga della paura (Trapped: Buried Alive oppure Trapped: Beneath The Snow) è un film TV statunitense del 2002, diretto da Doug Campbell e con protagonisti Jack Wagner e Gabrielle Carteris.
Nel cast figurano inoltre Aubrey Dollar e Mark Lindsay Chapman.
Negli Stati Uniti, il film fu trasmesso per la prima volta il 1º febbraio 2002. In Italia, il film è andato in onda su Canale 5 per il ciclo "Alta tensione".

## Trama
Una valanga si abbatte su una località montana degli Stati Uniti: la famiglia di Michael Cooper rimane intrappolata sotto la neve...

## Backstage
- Le riprese del film sono state effettuate a Killington, nel Vermont[1]